# Вестерворт
Вестерворт (нід. Westervoort, нід. вимова: [ˌʋɛstərˈvoːrt] ( прослухати)) — муніципалітет і місто на сході Нідерландів, у провінції Гелдерланд.

## Визначні мешканці
- Софі Сауер (нар. 1987) — нідерландська академічна веслувальниця, учасниця Літніх Олімпійських ігор 2020 року.
- Тео Снелдерс (нар. 1963) — футбольний воротар

## Галерея

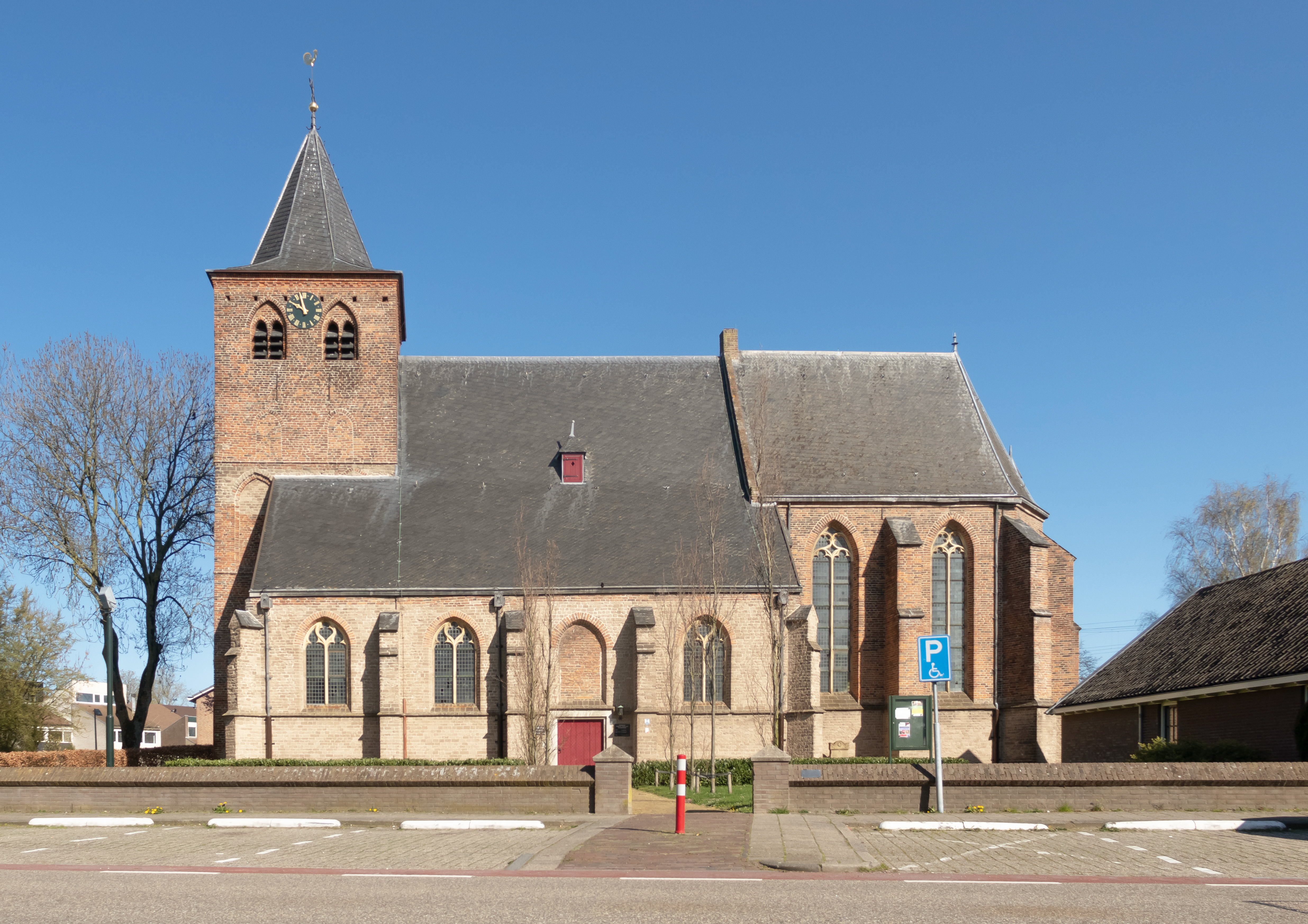
Церква
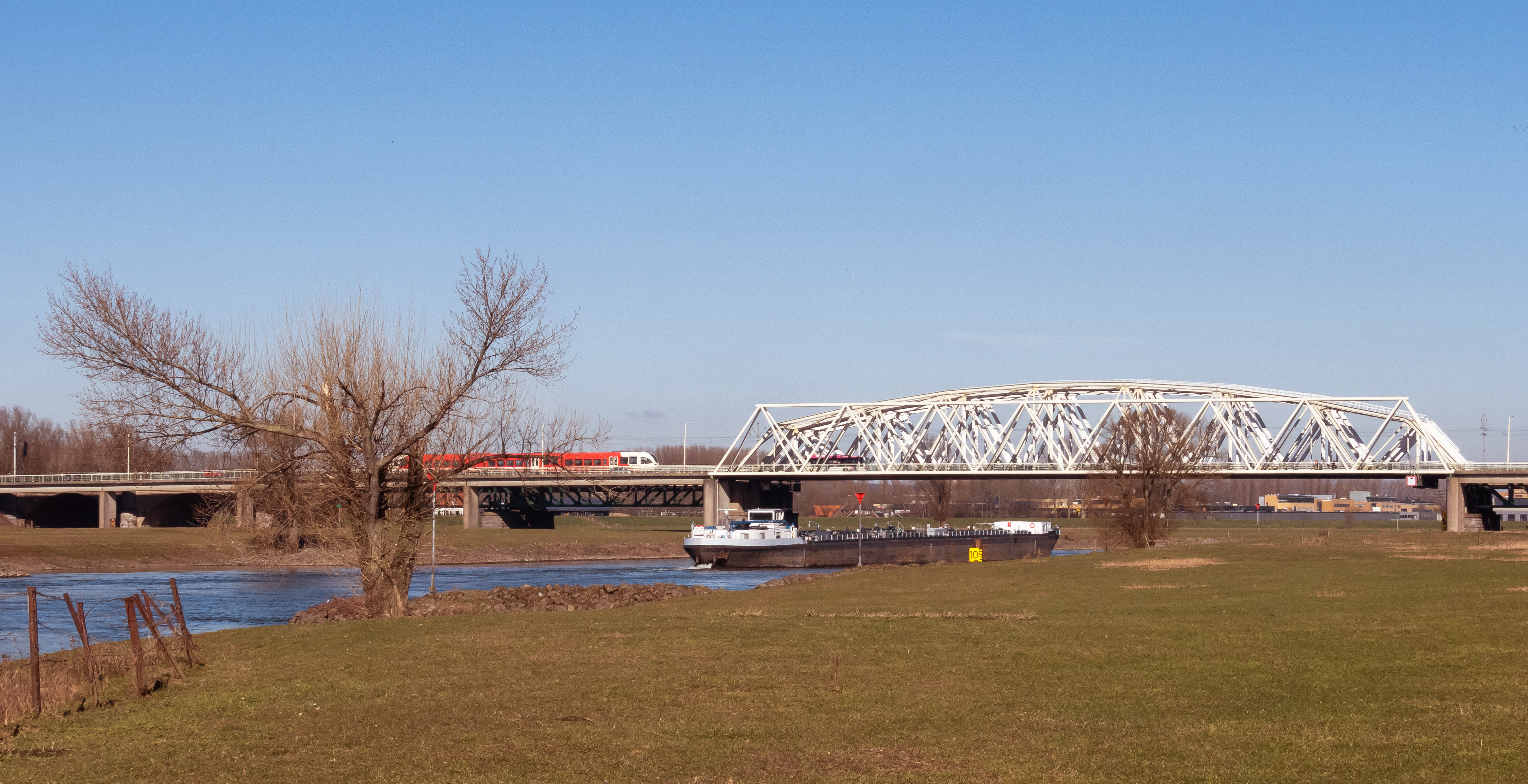
Міст у місті